# АФК Олдъм Атлетик
АФК „Олдъм Атлетик“ (2004) (на английски: Oldham Athletic (2004) Association Football Club Limited) е английски футболен отбор от град Олдъм. Основан е през 1895 г. под името ФК Пайн Вила, а от 1899 г. носи името Олдъм Атлетик. През сезон 2003/2004 отборът в продължение на седем месеца е във финансова администрация, а след като начело застават британските имигранти в САЩ Саймън Блитц, Саймън Корни и Дани Гейзъл, структурата му е преобразувана в дружество с ограничена отговорност. Прозвището на отбора е Латикс, което е съкращение от Атлетик. „Олдъм Атлетик“ играе в Първа футболна лига.

## Успехи
Втора английска дивизия
- Шампион: 1991

Трета английска дивизия
- Шампион: 1953, 1974

Ланкашър комбинейшън
- Шампион: 1907

Ланкашър омбинейшън
- Шампион: 1907

Ланкашър синиър къп
- Шампион: 1908, 1967, 2006